# Lloro d'orelles grogues
El lloro d'orelles grogues (Ognorhynchus icterotis) és una espècie d'ocell de la família dels psitàcids i única espècie del gènere Ognorhynchus (Bonaparte, 1857). Habita boscos i palmerars als Andes de Colòmbia i nord de l'Equador.